# Елеваторна вулиця (Москва)
Елева́торна ву́лиця — вулиця на півдні Москви в районі Бірюльово Східне від Касимовської вулиці до Липецької вулиці.

## Історія
Елеваторна вулиця з'явилася в 1965 році, коли під цією назвою об'єднали тогочасні вулицю Мічуріна і Ленінський проїзд. Після перепланування території та зникнення цієї вулиці її назву перенесли на сусідню нову вулицю, яка раніше називалася Первомайською. Прийнята назва походить від Бірюльовського елеватора (згодом ВАТ «Московський комбінат хлібопродуктів»), що був близько від цієї вулиці. Назву присвоєно 16 жовтня 1973 року.

## Будівлі та споруди
Нумерація будинків починається від Касимовскої вулиці, всі будинки мають індекс 115404.
- буд. 8, к. 4 — Шкірно-венерологічний диспансер № 28[2].
- буд. 13 — Підстанція № 29 Станції швидкої і невідкладної медичної допомоги м. Москви ім. О. С. Пучкова.

## Транспорт
Елеваторною вулицею проходять 2 автобусні маршрути громадського транспорту:
- м89 6-й мікрорайон Загір'я
- М89к Платформа Бірюльово-Пасажирська